# Луценко Онуфрій Максимович
Онуфрій Максимович Луценко (12 червня 1908, Сухий Ташлик — 19 березня 1977) — полковник ЗС СРСР, Герой Радянського Союзу, в роки радянсько-німецької війни командир 929-го стрілецького полку (254-я стрілецька дивізія, 52-а армія, 2-й Український фронт).

## Біографія
Народився 12 червня 1908 року в селі Сухий Ташлик (нині Вільшанського району Кіровоградської області, Україна) в сім'ї селянина. Українець. Член ВКП(б)/КПРС з 1942 року. Закінчив 5 класів. Працював у господарстві батька, потім у колгоспі.
У Червоній Армії з 1930 року. Закінчив школу молодших командирів у 1931 році. Учасник радянсько-німецької війни з червня 1941 року. Війну зустрів у Молдавії. За героїзм у боях у 1941 році командир батальйону О. М. Луценко нагороджений орденом Червоного Прапора. Закінчив курси «Постріл» в 1942 році. У червні 1943 року призначений командиром 929-го стрілецького полку. Брав участь у боях під Дем'янськом та Старою Русою, на Курській дузі, відвойовував лівобережну Україну.
29 вересня 1943 року 929-й стрілецький полк у складі 73-го стрілецького корпусу вийшов до Дніпра біля села Домантове і в ніч на 1 жовтня форсував річку. Захопивши плацдарм у районі села Хрещатик, підрозділи полку утримували його до висадки на правий берег Дніпра інших частин дивізії.
За бої на Дніпрі підполковник Луценко нагороджений другим орденом Червоного Прапора.
929-й стрілецький полк брав найактивнішу участь у Корсунь-Шевченківській битві, відвойовував Городище, Цвіткове і ряд інших населених пунктів.
5 березня 1944 року полк під командуванням підполковника Луценка перейшов у наступ. Здійснюючи глибокий обхідний маневр, його батальйони вийшли в тил противника в районі села Кобиляки (Звенигородський район Черкаської області) і у взаємодії з 936-м стрілецьким полком оволоділи населеними пунктами Софіївка і Чорна Кам'янка, прорвавши сильно укріплену оборону противника на глибину до 20 кілометрів.
8 березня полк оволодів селами Іваньки, Полковниче, Помийник, Краснопілка, станцією Поташ і підійшов до міста Умань (Черкаська область). Просуваючись вперед, полк першим в дивізії форсував Південний Буг, вийшов до Дністра і, подолавши його 17 березня в районі міста Сороки, під безперервним впливом авіації противника захопив плацдарм, забезпечив переправу всіх частин дивізії і вступив на землю Молдови.
На кінець дня 25 березня в районі населеного пункту Скуляни (нині с. Скулень Унгенського р-ну, Молдова) полк вийшов до державного кордону СРСР з Румунією.
За місяць боїв полк з боями подолав 450 кілометрів і знищив близько двох полків гітлерівців, 85 танків, 11 гармат, 211 автомашин та багато іншої бойової техніки ворога.
У цих боях підполковник Луценко був важко поранений.
Указом Президії Верховної Ради СРСР від 13 вересня 1944 року за мужність, відвагу і героїзм, проявлені в боротьбі з німецько-фашистськими загарбниками, підполковнику Луценку Онуфрію Максимовичу присвоєно звання Героя Радянського Союзу з врученням ордена Леніна і медалі «Золота Зірка» (№ 4404).
У 1945 році О. М. Луценко закінчив прискорений курс Військової академії імені М. В. Фрунзе. З жовтня 1945 року полковник Луценко — у відставці. Жив у місті Черкасах. Помер 19 березня 1977 року.

## Нагороди, пам'ять

Погруддя в Черкасах

Нагороджений орденом Леніна, двома орденами Червоного Прапора, орденом Червоної Зірки, медалями.
За вагомий внесок при визволенні Черкас від гітлерівських загарбників, суспільну і воєнно-патріотичну роботу серед населення міста О. М. Луценко був удостоєний звання «Почесний громадянин міста Черкаси».
В знак високої поваги і заслуг перед Батьківщиною О. М. Луценку присвоєне звання Почесний громадянин селища Ришкани, села Реча, міста Єдинці і села Скуляни Фалештського району (Молдавська РСР). Також він є почесним колгоспником ряду господарств Молдавії, де він воював.
Віддаючи належне заслугам полковника О. М. Луценка, Рада Міністрів Української РСР 9 березня 1978 року присвоїла Черкаській середній школі № 9 ім'я Героя Радянського Союзу О. М. Луценка. На території школи встановлене погруддя Героя. Також одна з вулиць Черкас названа його іменем.